# Kathryn Kuhlman
Kathryn Joanna Kuhlman (Concordia, Misuri; 9 de mayo de 1907-Tulsa, Oklahoma; 20 de febrero de 1976) fue una predicadora evangelista estadounidense considerada como una de las más populares e influyentes del siglo XX.

## Biografía
Kuhlman nació en Misuri de padres estadounidenses de origen alemán, Joseph Adolph Kuhlman and Emma Walkenhorst. A los 14 años comenzó a predicar el evangelicalismo de forma itinerante junto con su hermana mayor y su cuñado, en el estado de Idaho y tiempo después fue ordenada por la Alianza de la Iglesia Evangélica.
Kuhlman conoció a Burroughs Waltrip, un evangelista de Texas que era ocho años mayor que ella y poco después de su visita a Denver, Waltrip se divorció de su esposa, dejó a su familia y se mudó a Mason City, Iowa, donde comenzó un centro de reactivación llamado Radio Chapel. Kuhlman y su amiga y pianista Helen Gulliford llegaron a la ciudad para ayudarlo a recaudar fondos para su ministerio. Fue poco después de su llegada que el romance entre Burroughs y Kuhlman se hizo público.
Burroughs y Kuhlman decidieron casarse. Mientras discutía el asunto con algunos amigos, Kuhlman había dicho que no podía "encontrar la voluntad de Dios en el asunto". Estos y otros amigos la alentaron a no continuar con el matrimonio, pero Kuhlman se lo justificó a sí misma y a los demás creyendo que la esposa de Waltrip lo había abandonado, y no al revés. El 18 de octubre de 1938, se casó en secreto con "Mister", como le gustaba llamar a Waltrip, en Mason City. Sin embargo, la boda tampoco le dio paz sobre su unión. La pareja no tuvo hijos. Con respecto a su matrimonio, en una entrevista de 1952 con el Denver Post, Kuhlman dijo: "Me acusó, correctamente, de que me negué a vivir con él. Y no lo he visto en ocho años".

## Ministerio
Kuhlman viajó extensamente por los Estados Unidos y en muchos otros países celebrando "cruzadas de curación" entre los años 1940 y 1970. Tenía un programa de televisión semanal en las décadas de 1960 y 1970 llamado I Believe In Miracles que se emitió a nivel nacional. Ella también tenía un ministerio de enseñanza de la Biblia en la radio de 30 minutos a nivel nacional y con frecuencia presentaba extractos de sus servicios de curación (música y mensajes). Su fundación se estableció en 1954 y su sucursal canadiense en 1970. Al final de su vida apoyó al evangelista movimiento de Jesús y recibió el respaldo de sus líderes clave, incluido David Wilkerson.
En 1970 se mudó a Los Ángeles, realizando servicios de curación para miles de personas y, a pesar de una gran diferencia, a menudo se la comparó con Aimee Semple MacPherson. Se hizo conocida por su "don de curación" a pesar de que, como a menudo notó, no tenía entrenamiento teológico. Era amiga del pionero de la televisión cristiana Pat Robertson e hizo apariciones especiales en su Christian Broadcasting Network (CBN) y en el programa insignia de la red "The 700 Club".
En 1975, Kuhlman fue demandada por Paul Bartholomew, su administrador personal, quien afirmó que ella guardaba $ 1 millón en joyas y $ 1 millón en obras de arte escondidas y la demandó por $ 430,500 por incumplimiento de contrato. Dos ex asociados la acusaron en la demanda de desviar fondos y de eliminar registros ilegalmente, lo que ella negó y dijo que los registros no eran privados. Según Kuhlman, la demanda se resolvió antes del juicio.

## Curación
Muchos relatos de curaciones se publicaron en sus libros, escritos por el autor Jamie Buckingham de Florida, incluida su autobiografía, dictada en un hotel de Las Vegas. Buckingham también escribió su propia biografía de Kuhlman que presentaba un relato sin adornos de su vida.
Después de una beca de 1967 en Filadelfia, el Dr. William A. Nolen realizó un estudio de caso de 23 personas que dijeron que habían sido curadas durante uno de sus servicios. Los seguimientos a largo plazo de Nolen concluyeron que no había cura en esos casos. Una mujer de quien se dijo que se había curado de cáncer de columna arrojó su aparato ortopédico y cruzó corriendo el escenario a la orden de Kuhlman; Su columna se derrumbó al día siguiente y murió cuatro meses después.
El análisis de Nolen de Kulhman fue criticado por los creyentes. Lawrence Althouse, un médico, dijo que Nolen había asistido solo a uno de los servicios de Kuhlman y no hizo un seguimiento con todos aquellos que dijeron que habían sido sanados allí. Dr. Richard Casdorph produjo un libro de evidencia en apoyo de curaciones milagrosas de Kuhlman. Hendrik van der Breggen, profesor de filosofía cristiana, argumentó a favor de las afirmaciones. El autor Craig Keener concluyó: "Nadie afirma que todos fueron sanados, pero también es difícil disputar que ocurrieron recuperaciones significativas, aparentemente en conjunción con la oración. Uno puede asociar esto con la fe de Kathryn Kuhlman o la de los suplicantes, o, como en parte de la enseñanza de Kuhlman, para la fe de nadie en absoluto; pero la evidencia sugiere que algunas personas fueron curadas, incluso de maneras extraordinarias".

## Muerte
En julio de 1975, su médico le diagnosticó un ataque cardíaco leve; En noviembre tuvo una recaída. Como resultado, Kuhlman se sometió a una cirugía a corazón abierto en Tulsa, Oklahoma, de la cual murió el 20 de febrero de 1976.
Kathryn Kuhlman está enterrada en el cementerio Forest Lawn Memorial Park en Glendale, California. Una placa en su honor está en el parque principal de su ciudad natal Concordia (Misuri).
Después de su muerte, su testamento provocó controversia. Ella dejó 267 500$, la mayor parte de su patrimonio, a tres miembros de la familia y veinte empleados. Se entregaron legados más pequeños a otros 19 empleados. Según Independent Press-Telegram, sus empleados estaban decepcionados de que "ella no dejó la mayor parte de su patrimonio a la fundación como lo había hecho bajo un testamento anterior de 1974". La Fundación Kathryn Kuhlman había continuado, pero debido a la falta de fondos, en 1982 terminó su transmisión de radio a nivel nacional. Finalmente, la Fundación cerró sus puertas en abril de 2016.

## Legado
Su trabajo como telepredicadora influyó en el de Benny Hinn y Billy Burke https://en.wikipedia.org/wiki/Billy_Burke_(evangelist). Hinn adoptó algunas de sus técnicas y escribió un libro sobre Kuhlman, aunque nunca la conoció personalmente. Billy Burke la conoció y asistió a uno de sus servicios.
En 1981, David Byrne y Brian Eno adaptaron uno de los sermones de Kuhlman en su álbum My Life in the Bush of Ghosts.  La canción se tituló "The Spirit Womb". Cuando la fundación Kuhlman se negó a autorizar el uso de su voz, la pista fue regrabada como "The Jezebel Spirit " con un vocalista no identificado que reemplazó a Kuhlman. 
Las preguntas sobre ella se plantearon en la serie Crusaders de Christian Comics sobre True Doctrine in the Church, publicada por Jack Chick.
Ella apareció en The Tonight Show con Johnny Carson en 1974. Además, fue mencionada en más de una ocasión en el show de Mary Tyler Moore, así como en el show de Carol Burnett.

## Libros
- Kathryn Kuhlman, I Believe in Miracles Bridge-Logos Publishers; Rev Upd edition (October 1992) ISBN 0882706578
- Kathryn Kuhlman, Never Too Late Bridge-Logos Publishers (August 1995) ISBN 0882707205
- El Espíritu Santo. Enseñanzas de Kathryn Kuhlman. Grupo Ígneo (Diciembre 2022) ISBN 9786125042439